# Cordulegaster magnifica
Cordulegaster magnifica är en trollsländeart som beskrevs av Aleksandr Nikolaevich Bartenev 1930. Cordulegaster magnifica ingår i släktet Cordulegaster och familjen kungstrollsländor. Inga underarter finns listade i Catalogue of Life.